# کاپروپولیس (کالیفرنیا)
کاپروپولیس (به انگلیسی: Copperopolis) یک منطقهٔ مسکونی در ایالات متحده آمریکا است که در شهرستان کالاوراس، کالیفرنیا واقع شده‌است. کاپروپولیس ۵۵٫۵۱۰ کیلومتر مربع مساحت و ۳٬۶۷۱ نفر جمعیت دارد و ۳۰۴ متر بالاتر از سطح دریا واقع شده‌است.